# Martin Sacks
Martin Colin Sacks es un actor australiano, más conocido por haber interpretado a P.J. Hasham en la serie Blue Heelers.

## Biografía
Es buen amigo de la actriz Lisa McCune.
Martin está casado con Kate Allen-Sacks, la pareja tiene dos hijos Jack y Ned Sacks.

## Carrera
Narró el "Miracle Babies - A Year On" un especial transmitido en Melbourne.
En 1982 apareció por primera vez en la serie A Country Practice interpretando a Craig Thompson; en 1984 apareció nuevamente en la serie interpretando a Philby durante los episodios "Unemployment, a Health Hazard: Part 1 & 2".
En 1993 apareció como invitado en un episodio de la serie policíaca Police Rescue donde interpretó a Lloyd Cooper.
El 18 de enero de 1994 se unió al elenco principal de la serie policíaca Blue Heelers donde interpretó al detective mayor de la policía Patrick Joseph "P.J." Hasham, hasta el 18 de octubre de 2005 durante la penúltima temporada de la serie después de que su personaje fuera promovido.
En 1996 apareció en el comercial 40 Years of TV de la cadena 7 en Australia.
En 2008 se unió al elenco de la serie Underbelly donde interpretó al usurero Mario Condello hasta el final de la serie.
En 2013 apareció como invitado en el noveno episodio de la primera temporada de la serie Reef Doctors donde interpretó a David, un cineasta y buen amigo de la doctora Sam Stewart (Lisa McCune), que decide visitar la isla junto a su esposa Megan (Rachel Blakely) para filmar el arrecife para un segmento de un programa de televisión, pero que cuando llegan a la superficie se dan cuenta de que su barco ha desaparecido y que se encuentran perdidos en el mar.
Ese mismo año apareció como invitado en la serie Wentworth donde interpretó al administrador general de la prisión Derek Channing.
En junio de 2014 se anunció que Martin se uniría al elenco de la segunda temporada de la serie Wonderland donde interpreta a Callan "Cal" Beaumont, el padre de Steve (Tim Ross) y Miranda (Anna Bamford), la segunda temporada fue estrenada en octubre del 2014.
En 2016 se unió al elenco de la película Brock donde interpretó a Geoff Brock, el padre de Peter Brock (Matthew Le Nevez).

## Filmografía

### Series de televisión
| Año         | Serie                      | Personaje              | Notas                            |
| ----------- | -------------------------- | ---------------------- | -------------------------------- |
| 2013 - 2015 | Wentworth                  | Derek Channing         | 9 episodios                      |
| 2014 - 2015 | Wonderland                 | Cal Beaumont           | 14 episodios                     |
| 2015        | The Doctor Blake Mysteries | Martin O'Brien         | episodio "By the Southern Cross" |
| 2014        | The Gods of Wheat Street   | Bobby Blackman         | 3 episodios                      |
| 2013, 2014  | A Place to Call Home       | Itzaak Goldberg        | 3 episodios                      |
| 2012, 2014  | Rake                       | Roger Evans            | 6 episodios                      |
| 2013        | Reef Doctors               | David                  | episodio # 1.9                   |
| 2012        | The Straits                | Howard Reeman          | 2 episodios                      |
| 2010        | Offspring                  | Colin Soriel           | 2 episodios                      |
| 2010        | Rescue Special Ops         | Charles Howard         | episodio "One for the Money"     |
| 2010        | Sea Patrol                 | Derek Cavanaugh        | episodio "In Too Deep"           |
| 2010        | City Homicide              | Daniel Worthington     | episodio "Flight Risk"           |
| 2010        | Lowdown                    | Tony Marino            | episodio "Who's Your Baddy?"     |
| 2009        | East of Everything         | Toby Ferrani           | episodio "Community Chest"       |
| 2008        | The Strip                  | Keith Boswell          | episodio "Weight Loss Queen"     |
| 2008        | Underbelly                 | Mario Condello         | 11 episodios                     |
| 1994 - 2005 | Blue Heelers               | Det. Patrick Hasham    | 465 episodios                    |
| 2001        | Do or Die                  | Jimmy Grattan          | miniserie                        |
| 1993        | Police Rescue              | Lloyd Cooper           | episodio "Prodigal Daughter"     |
| 1990        | Jake and the Fatman        | Halsey Reed            | episodio "Only You"              |
| 1990        | thirtysomething            | Asistente del Director | episodio "Going Limp"            |
| 1989        | Fields of Fire III         | Rinaldo                | miniserie                        |
| 1988        | All the Way                | Alan Scott             | miniserie                        |
| 1982        | A Country Practice         | Craig Thompson         | 4 episodios                      |
| 1977        | The Restless Years         | Adam Lee               | -                                |

### Películas
| Año  | Título                       | Personaje          | Notas                                                                                                  |
| ---- | ---------------------------- | ------------------ | --- |
| 2016 | Brock                        | Geoff Brock        | junto a Matthew Le Nevez, Ella Scott Lynch, Brendan Cowell, Natalie Bassingthwaighte y Steve Bisley    |
| 2015 | Rise                         | Jimmy              | junto a Celeste Cotton, Reece Milne, Gemma Laurelle, Cameron Caulfield & Stephanie May                 |
| 2014 | Breath                       | Padre              | corto - junto a Michael Dorman, Morgana Davies, Reid Forsyth & Raelee Hill                             |
| 2013 | Cliffy                       | Syd                | junto a Roy Billing, Krew Boylan, Stephen Curry, Gyton Grantley, Denise Roberts & Morgan Griffin       |
| 2012 | Bait                         | Todd               | junto a Xavier Samuel, Richard Brancatisano, Dan Wyllie, Phoebe Tonkin, Damien Garvey & Lincoln Lewis  |
| 2012 | Jack Irish: Black Tide       | Steve Levesque     | junto a Guy Pearce, Marta Dusseldorp, Roy Billing, Shane Jacobson, Don Hany, Diana Glenn & Lachy Hulme |
| 2012 | Blackbuster                  | Graham             | corto - junto a Jeremy Ambrum, Naomi Bowly, Roxanne Mcdonald & Tyson Phineasa                          |
| 2012 | Island                       | Chris              | corto - junto a Morgan Griffin                                                                         |
| 2011 | The Cup                      | Neil Pinner        | junto a Stephen Curry, Jodi Gordon, Daniel MacPherson, Shaun Micallef, Andrew Curry & Brendan Gleeson  |
| 2011 | This Dog's Life              | Padre              | corto - junto a Josh Fitzpatrick, Tiahna Hill & Amber McMahon                                          |
| 2001 | My Husband My Killer         | Andrew Kalajzich   | junto a Firass Dirani, Colin Friels, Geoff Morrell, Chris Haywood, Craig McLachlan & Tara Morice       |
| 1993 | Love in Limbo                | Max Wiseman        | junto a Paula Forrest, Aden Young, Russell Crowe, Maya Stange & Bill Young                             |
| 1993 | Encounters                   | Martin Carr        | junto a Kate Raison, Maggie Kirkpatrick & Martin Vaughan                                               |
| 1993 | Irresistible Force           | Oficial Antibombas | junto a Stacy Keach, Kathleen Garrett, Michael Bacall, Nicholas Hammond & Penne Hackforth-Jones        |
| 1988 | Touch the Sun: Princess Kate | Greg Mathieson     | junto a Claudia Karvan, Justine Clarke, Rebekah Elmaloglou & Mouche Phillips                           |
| 1987 | Slate, Wyn & Me              | Slate Jackson      | junto a Sigrid Thornton, Simon Burke, Lesley Baker & Tommy Lewis                                       |
| 1987 | La tricheuse                 | Jeff               | junto a Ludmila Mikaël, Wojciech Pszoniak & Kristin Scott Thomas                                       |
| 1985 | Stock Squad                  | -                  | junto a Gerard Kennedy, Kris McQuade, Richard Meikle & Michael O'Neill                                 |
| 1985 | Emoh Ruo                     | Des Tunkley        | junto a Joy Smithers, Philip Quast, Genevieve Mooy, Bill Young & Richard Carter                        |
| 1983 | The City's Edge              | Joven en Fiesta    | junto a Hugo Weaving, Tommy Lewis, Shirley Cameron & Mark Lee                                          |

### Director
| Año         | Serie        | Notas                  |
| ----------- | ------------ | ---------------------- |
| 2006 - 2008 | All Saints   | 6 episodios - director |
| 2005 - 2006 | Blue Heelers | 4 episodios - director |

### Presentador y apariciones
| Año  | Programa                          | Notas       |
| ---- | --------------------------------- | ----------- |
| 2011 | The Joy of Sets                   | 2 episodios |
| 1997 | Oz Encounters: UFO's in Australia | presentador |

## Premios y nominaciones
| Año  | Categoría                                                         | Premio                           | Serie        | Resultado |
| ---- | ----------------------------------------------------------------- | -------------------------------- | ------------ | --------- |
| 2001 | His Services to Australian Society and Australian Film Production | Australian Centenary Medal Award | -            | Ganador   |
| 2001 | Most Popular Actor                                                | Silver Logie Award               | Blue Heelers | Ganador   |
| 2000 | Most Popular Actor                                                | Silver Logie Award               | Blue Heelers | Ganador   |
| 1999 | Favourite Actor in a Drama or Serial                              | People's Choice Award            | Blue Heelers | Nominado  |
| 1999 | Most Popular Actor                                                | Silver Logie Award               | Blue Heelers | Ganador   |
| 1998 | Favourite TV Drama/Serial Star: Male                              | People's Choice Award            | Blue Heelers | Nominado  |
| 1998 | Most Popular Actor                                                | Silver Logie Award               | Blue Heelers | Ganador   |
| 1997 | Most Popular Actor                                                | Silver Logie Award               | Blue Heelers | Ganador   |
| 1996 | Most Popular Actor                                                | Silver Logie Award               | Blue Heelers | Nominado  |